# Digcomp
Europejskie Ramy Kompetencji Cyfrowych (inaczej DigComp, ang. The European Digital Competence Framework) – nazwa określająca ramowe kompetencje cyfrowe dla obywateli, przygotowane przez Komisję Europejską. Ich celem jest określenie podstawowych kompetencji z zakresu ICT, a także wprowadzenie jednolitego nazewnictwa używanego we wszystkich państwach członkowskich. Dzięki temu planowanie inicjatyw edukacyjnych i szkoleniowych oraz rozwijanie kompetencji cyfrowych wśród obywateli wspólnoty staje się znacznie łatwiejszym zadaniem. Rama DigComp jest też wykorzystywana w procesie mierzenia przyrostu wiedzy z zakresu ICT w poszczególnych państwach Unii Europejskiej realizowanej poprzez wskaźnik o nazwie „Umiejętności cyfrowe”.

## DigComp 2.2[1][2]
Najnowsza aktualizacja DigComp o symbolu 2.2 została przez KE zaproponowana w marcu 2022 roku jako rozwinięcie wersji 2.1 (rok 2017) i 2.0 (rok 2016). W porównaniu do poprzednich iteracji dostarcza ona ponad 250 nowych przykładów wiedzy, umiejętności i postaw, odwołujących się do najnowszych rodzajów technologii, w tym do sztucznej inteligencji (AI). Nowa rama stanowi rozwinięcie wersji 2.0 oraz 2.1 i jest kolejnym krokiem na drodze ewolucji standardu.

## DigComp 2.1[3][4]i DigComp 2.0[5][6]
Ramy DigComp w wersji 2.0 składa się 21 kompetencji ramowych na trzech poziomach zaawansowania: A, B oraz C. Kompetencje cyfrowe określają zdolność do wykorzystania technologii informacyjno-komunikacyjnych w procesie uczenia się, podczas pracy oraz w życiu społecznym. Podzielone są na pięć obszarów, które obejmują kolejno:
- Informacja i dane,
- Komunikacja i współpraca,
- Tworzenie treści cyfrowych,
- Bezpieczeństwo,
- Rozwiązywanie problemów.

DigComp 2.1 w miejsce tradycyjnej, trójstopniowej skali wprowadził skalę ośmiostopniową: poziom podstawowy- 1, 2, poziom średniozaawansowany - 3,4, poziom zaawansowany: 5,6 i poziom wysoce specjalistyczny: 7,8.

## DigComp 1.0[7][8]
Najstarszą wersją standardu DigComp jest wersja 1.0. Została ona stworzona w roku 2013 przez Centrum Badawcze Komisji Europejskiej (European Commission’s Joint Research Centre, EC JRC), które zleciło opracowanie stosownych wytycznych podległej mu jednostce Sewilli, a konkretnie Institute for Prospective Technological Studies. Tak powstała rama została bardzo szybko wykorzystana do pomiaru kompetencji cyfrowych obywateli Unii Europejskiej oraz do monitorowania ich przyrostu w ramach projektów współfinansowanych ze środków EFS (Europejski Fundusz Społeczny).

## Certyfikacja DigComp w Polsce
Przystąpienie Polski do Unii Europejskiej spowodowało dostosowanie certyfikacji do ram DigComp, które pełniłyby formę weryfikacji rezultatów kształcenia w zakresie ICT. W roku 2016 powstał Krajowy Punkt Konsultacji DigComp. Ramy kompetencji cyfrowych DigComp i standard certyfikacji kompetencji cyfrowych opartych na DigComp wdrożyła w Polsce Fundacja ECCC po konsultacjach z Centrum Badawczym Komisji Europejskiej (European Commission’s Joint Research Centre, EC JRC), uzyskując za to nominację do nagrody Digital Skills and Jobs Award. Przykładowymi certyfikatami opracowanymi w oparciu o ramę DigComp wskazanymi przez Komisję Europejską, Polskie Towarzystwo Informatyczne, Polskie Towarzystwo Cyfrowe, Ministerstwo Rozwoju (2016r. dotyczącymi projektów współfinansowanych z Europejskiego Funduszu Społecznego), Ministerstwo Edukacji i Nauki są ECCC i ECDL.